# Diocese de San Diego
A Diocese de San Diego  (em latim: Dioecesis Sancti Didaci) é uma circunscrição eclesiástica da Igreja Católica localizada em San Diego, na Califórnia, pertencente à província eclesiástica da Arquidiocese de Los Angeles nos Estados Unidos. Seu atual bispo é Michael Phạm Minh Cường. Sua Sé é a Catedral de São José.
Possui 97 paróquias servidas por 271 padres, abrangendo uma população de 3.720.907 habitantes, com 38,4% da dessa população jurisdicionada batizada (1.428.438 católicos), em 2020.

## História
A cidade de San Diego foi a sede da primeira diocese californiana, a Diocese de Ambas Califórnias, erigida em 27 de abril de 1840; a Sé, em 20 de novembro de 1849, foi transferida para Monterey e depois, a partir de 1859, para Los Angeles.
A diocese foi erigida em 11 de julho de 1936 com a bula Ad spiritual christianae do Papa Pio XI, obtendo o território da arquidiocese de Los Angeles-San Diego, que ao mesmo tempo assumiu o nome de arquidiocese de Los Angeles.
Em 25 de março de 1941, com a carta apostólica Quae christifidelium, o Papa Pio XII proclamou a Bem-Aventurada Virgem Maria, venerada com o título de Nossa Senhora do Refúgio, e São Diego, os principais patronos da diocese.
Em 14 de julho de 1978 cedeu parte de seu território em favor da ereção da diocese de San Bernardino.
Em 28 de fevereiro de 2007, a diocese requereu o reconhecimento do estado de falência, após não conseguir chegar a um acordo com vários demandantes sobre as alegações de abuso sexual por parte do clero diocesano. Em 7 de setembro do mesmo ano, a diocese concordou em pagar US$ 198,1 milhões para resolver 144 denúncias de abuso sexual de menores por membros do clero.

## Lista de bispos
A seguir uma lista de bispos desde a ereção da diocese.
|                    | Nome                            | Período      | Notas                                |
| Bispos             | Bispos                          | Bispos       | Bispos                               |
| ------------------ | ------------------------------- | ------------ | ------------------------------------ |
| 7º                 | Michael Phạm Minh Cường         | 2025-        |                                      |
| 6º                 | Robert Walter Cardeal McElroy   | 2015-2025    | Nomeado Arcebispo de Washington      |
| 5º                 | Cirilo Bustamante Flores        | 2013 - 2014  |                                      |
| 4º                 | Robert Henry Brom               | 1990 - 2013  |                                      |
| 3º                 | Leo Thomas Maher                | 1969 - 1990  |                                      |
| 2º                 | Francis James Furey             | 1966 - 1969  | Nomeado arcebispo de San Antonio     |
| 1º                 | Charles Francis Buddy           | 1936 - 1966  |                                      |
| Bispos coadjutores |                                 |              |                                      |
|                    | Cirilo Bustamante Flores        | 2012 - 2013  |                                      |
|                    | Robert Henry Brom               | 1989 - 1990  |                                      |
|                    | Francis James Furey             | 1963 - 1966  |                                      |
| Bispos auxiliares  |                                 |              |                                      |
|                    | Felipe Pulido                   | 2023 - atual |                                      |
|                    | Michael Phạm Minh Cường         | 2023 - 2025  | Nomeado bispo de San Diego           |
|                    | Ramon Bejarano                  | 2020 - atual |                                      |
|                    | John Patrick Dolan              | 2017 - 2022  | Nomeado bispo de Phoenix             |
|                    | Salvatore Joseph Cordileone     | 2002 - 2009  | Nomeado bispo de Oakland             |
|                    | Gilbert Espinosa Chávez         | 1974 - 2007  |                                      |
|                    | John Raphael Quinn              | 1967 - 1971  | Nomeado bispo de Oklahoma City-Tulsa |
|                    | Richard Henry Ackerman, C.S.Sp. | 1956 - 1960  |                                      |